# Holby City
Production
Diffusion
Holby City est un feuilleton télévisé médical britannique créé par Tony McHale et Mal Young et diffusé entre le 12 janvier 1999 et le 29 mars 2022 sur BBC One, et dérivé d'un autre feuilleton médical, Casualty.
Ce feuilleton est inédit dans les pays francophones.

## Synopsis
La série narre le quotidien des médecins et du personnel de l'hôpital fictif de Holby City.

## Distribution actuelle
- Hugh Quarshie : Ric Griffin – PDG de l'Hôpital, Spécialiste en médecine générale, Chef de la salle « Keller » (2001-2022)
- Rosie Marcel : Jac Naylor - Chirurgienne spécialiste en chirurgie thoracique, Chef de la salle « Darwin » (2005-2022)
- James Anderson : Oliver Valentine – Interne en chirurgie thoracique (2009-2022)
- Bob Barrett : Sacha Levy – Spécialiste en médecine générale, professeur d'expertise clinique (2010-)
- Guy Henry : Henrik Hanssen – Ancien PDG de l'hôpital, Spécialiste en médecine générale (2010-)
- Catherine Russell : Serena Campbell – Spécialiste en médecine générale, Co-chef de l'unité d'évaluation des cas graves (AAU) (2012-)
- Chizzy Akudolu : Mo Effanga – Chirurgienne spécialiste en chirurgie thoracique (2012-)
- Ben Hull : Derwood Thompson – Gynécologue, Spécialiste obstétrique (2012-)
- David Ames : Dominic Copeland – « Première année de formation essentielle » en médecine générale (2013-)
- Camilla Arfwedson : Zosia March – « Première année de formation essentielle » en chirurgie thoracique (2013-)
- John Michie : Guy Self – Spécialiste en chirurgie neurologique, Directeur de neurochirurgie (2013-)
- Joe McFadden : Raffaello « Raf » Di Lucca – Interne en chirurgie générale (2014-)
- Kaye Wragg : Estelle « Essie » Harrison – Infirmière, Coordinatrice de greffes d'organes (2014-)
- Alex Walkinshaw : Adrian « Fletch » Fletcher – Chef infirmière de l'unité d'évaluation des cas graves (AAU) (2014-)
- Eleanor Fanyinka : Morven Digby – « Deuxième année de formation de base »  en chirurgie générale (2015-)
- Jemma Redgrave : Bernice « Bernie » Wolfe – Chirurgienne spécialiste en traumatismes, Co-chef de l'unité d'évaluation des cas graves (2016-)
- Lucinda Dryzek : Jasmine Burrows – « Première année de formation de base » en chirurgie générale (2016-)

## Épisodes
- Saison 1 (1999) : 9 épisodes
- Saison 2 (1999-2000) : 16 épisodes
- Saison 3 (2000-2001) : 30 épisodes
- Saison 4 (2001-2002) : 52 épisodes
- Saison 5 (2002-2003) : 52 épisodes
- Saison 6 (2003-2004) : 52 épisodes
- Saison 7 (2004-2005) : 52 épisodes
- Saison 8 (2005-2006) : 52 épisodes
- Saison 9 (2006-2007) : 52 épisodes
- Saison 10 (2007-2008) : 53 épisodes
- Saison 11 (2008-2009) : 52 épisodes
- Saison 12 (2009-2010) : 55 épisodes
- Saison 13 (2010-2011) : 52 épisodes
- Saison 14 (2011-2012) : 52 épisodes
- Saison 15 (2012-2013) : 52 épisodes
- Saison 16 (2013-2014) : 52 épisodes
- Saison 17 (2014-2015) : 52 épisodes
- Saison 18 (2015-2016) : 52 épisodes
- Saison 19 (2016-2017) : 64 épisodes
- Saison 20 (2018) : 52 épisodes
- Saison 21 (2019) : 53 épisodes
- Saison 22 (2020-2021) : 44 épisodes
- Saison 23 (2021-2022) : 50 épisodes

## Distinctions

### Récompenses
- British Academy Television Awards 2008 : meilleur feuilleton dramatique

### Nominations
- British Academy Television Awards 2012 : meilleur feuilleton dramatique
- British Academy Television Awards 2014 : meilleur feuilleton dramatique